# Успение Богородично (Червен бряг)
„Успение Богородично“ или „Света Богородица“ е православен храм в град Червен бряг, част от Плевенската епархия на Българската православна църква.

## История
Църквата е строена в 1885 година в село Червен бряг, което сега се нарича Пети квартал на града. Иконостасът на храма е дело на дебърски майстори от рода Филипови.